# Данкеры
Данкеры, Данкарды или Шварценауские братья (англ. Dunkers, англ. Dunkards, англ. Schwarzenau Brethren) — анабаптистская секта, возникшая на волне пиетизма в Германии в начале XVIII века. 
Секту основал в 1708 году в деревне Шварценау Александр Мак (1679—1735). Её название (от англ. Dunk — погружать, макать) связано с тем, что при обряде посвящения новых членов общины стоящего на коленях человека троекратно погружают лицом в воду реки. Сами члены секты называли себя «новыми баптистами».
Данкеры стремились неуклонно следовать заповедям Нового завета. Они практикуют «священный поцелуй» при встрече, омовение ног перед причащением хлебом и вином.
Спасаясь от преследований со стороны властей и населения, которые были возмущены их пуританским ригоризмом, данкеры бежали сначала в Нидерланды, а в 1719 году начали переселяться в Пенсильванию. 
В настоящее время в США имеются различные течения данкеров — Церковь братьев, Братская церковь, Данкерские братья, Церковь Бога (Новые данкеры), Старонемецкие баптистские братья, Братство Чарис, Консервативные братские церкви благодати, Старые братья, Немецкие баптистские старые братья, Немецкие баптистские братья старого порядка. Церковь братьев, Консервативные братские церкви благодати, Данкерские братья, Братство Чарис, Старонемецкие баптистские братья и Братская церковь входят в Ассамблею братского мира (Brethren World Assembly).
Наиболее крупное течение данкеров, «Церковь братьев», в 2010 году насчитывало 122 810 членов и имело 1 047 общин в США и Пуэрто-Рико.
Данкеры стремятся максимально отделиться от мира. Они являются твёрдыми пацифистами, не приносят присягу, не пользуются услугами банков, носят простую одежду, не носят украшений. При этом менее консервативные течения данкеров не соблюдают всех этих ограничений.